# Lepidanthrax diaeretus
Lepidanthrax diaeretus är en tvåvingeart som beskrevs av Hall 1976. Lepidanthrax diaeretus ingår i släktet Lepidanthrax och familjen svävflugor.
Artens utbredningsområde är Kalifornien. Inga underarter finns listade i Catalogue of Life.